# Église Saint-Cyr-et-Sainte-Julitte de Cormicy
L'église de Cormicy se trouve à Cormicy dans la Marne, en Champagne-Ardenne. Elle est dédiée à saint Cyr et sainte Julitte.

## Présentation
L'église de Cormicy, date du XIIe siècle, mais la présence d'une église est attestée dès le VIIIe siècle. Saint Rigobert, archevêque de Reims, s'y arrêtait lors de ses trajets entre Gernicourt, où il était en exil, et Reims. C'est au XIIe siècle qu'est aussi construite une tour et sans doute les premiers éléments de remparts pour sécuriser la ville qui abrite un grenier à sel, denrée rare et soumise à l'impôt. Cette tour dont il ne reste plus que les fondations à la veille de la Première Guerre mondiale, était bien située sur le plan « terrier » réalisé par l'arpenteur Pierre Villain en 1780. L'église dédiée à saint Cyr et à sainte Julitte est agrandie et embellie au XVe siècle en style gothique. Elle sera partiellement reconstruite après la Première Guerre mondiale. Elle est classée au titre des monuments historiques par décret du 30 novembre 1921.

## Images

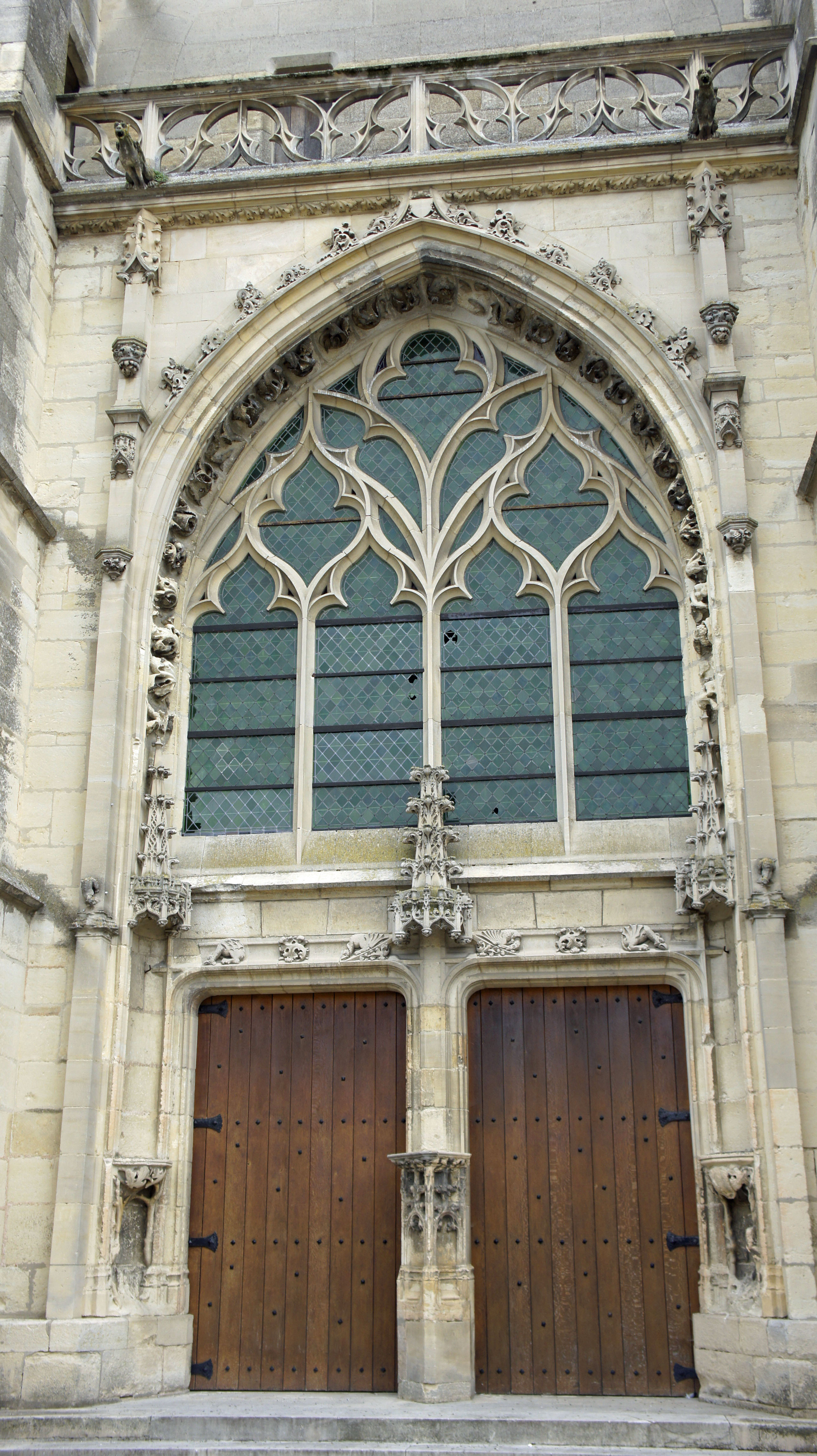
Portail.
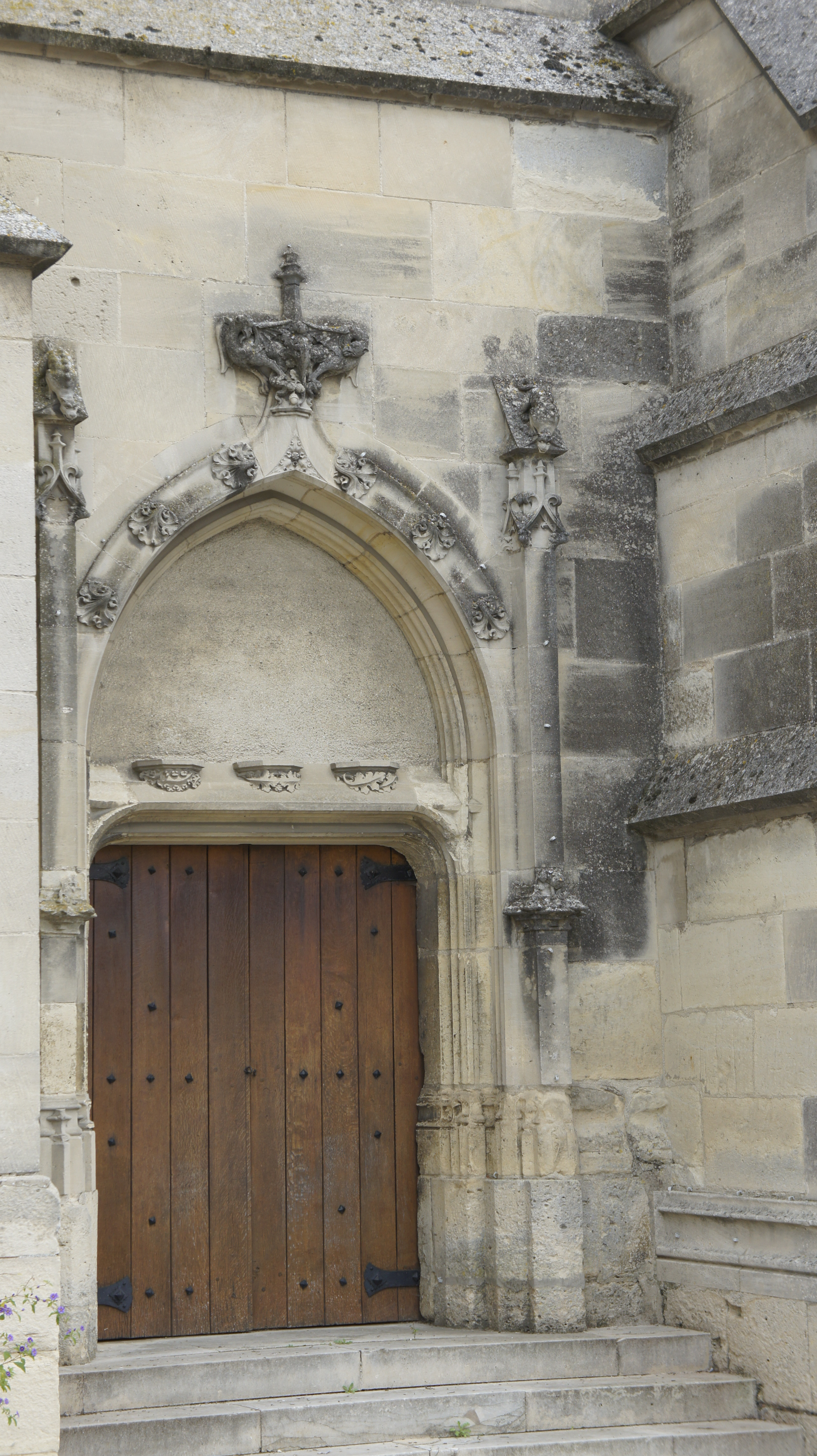
Un autre portail.
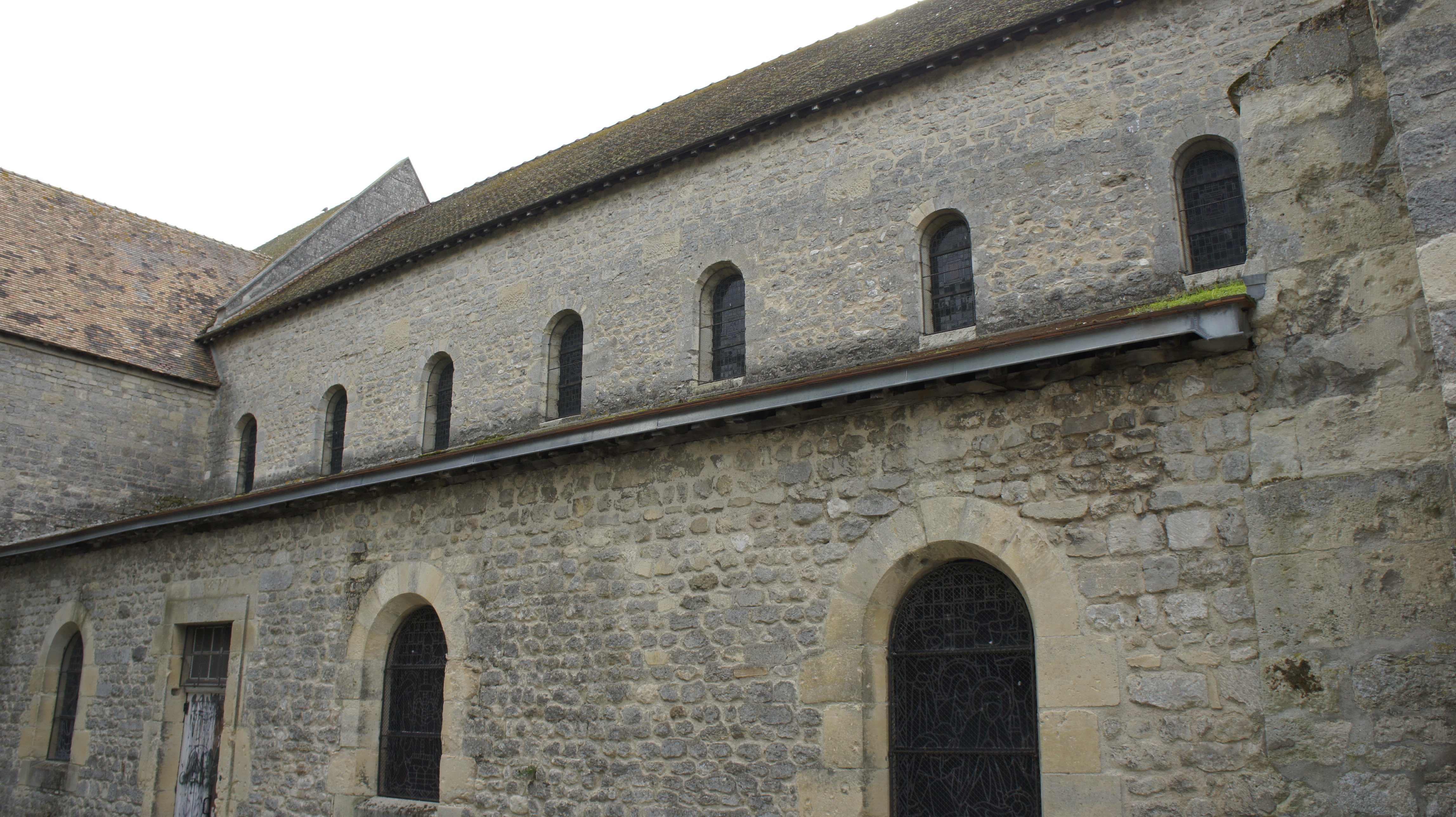
La nef vue de l'extérieur.